# Hieracium ceramotum
Hieracium ceramotum es una especie de planta con flor del género Hieracium, de la familia Asteraceae, orden Asterales.

## Distribución
Hieracium ceramotum se distribuye por Noruega y Suecia.

## Taxonomía
Fue descrita científicamente por (Stenstr.) Dahlst. Fue publicada en Exsicc. (Herb. Hierac. Scand.) 11: n.° 78 (1899).